# Villa Bahnhofstraße 14 (Osterholz-Scharmbeck)
Die Villa Bahnhofstraße 14 in der niedersächsischen Stadt Osterholz-Scharmbeck stammt vom Anfang des 20. Jahrhunderts. Aktuell (2025) wird sie als Wohnhaus genutzt.
Das Gebäude steht unter Denkmalschutz (siehe auch Liste der Baudenkmale in Osterholz-Scharmbeck).

## Geschichte und Beschreibung
In freier Landschaft zwischen den beiden Ortschaften Osterholz und Scharmbeck wurde 1862 der Bahnhof Osterholz-Scharmbeck gebaut. Hier entstand nun eine neue Ansiedlung. 1865 wurde die Bahnhofstraße als Verbindung zwischen Scharmbeck und dem Bahnhof gepflastert und 1870 ein erstes Hotel eröffnet. Anfang des 20. Jahrhunderts entstand dann im Flecken Osterholz an der Bahnhofstraße das neue Villenviertel und 1905 wurden 18 Bauplätze ausgewiesen, einer (Nr. 18) für die Kaiserliche Hauptpost (1906).
Dieses ein- und zweigeschossige giebelständige verputzte Gebäude mit bewegter Dachlandschaft mit ziegelgedecktem Sattel-, Walm- und Krüppelwalmdach wurde 1907/08 für den Apotheker Friedrich Ruyter auf einem größeren Grundstück gebaut. Die Gestaltung erfolgte durch Erker, Loggia, Risalite, Dachhäuser, Fachwerk im Dachgeschoss und Gesimse sowie die erhaltene Haustür. Wohl ab 1938 wohnte im Haus der Marineoffizier und Kapitän Walther von Zatorski; später wurde im Haus eine Arztpraxis betrieben. In den 1980er-Jahren erfolgte die Aufteilung in fünf Wohneinheiten. Ein Abriss der repräsentativen Villa konnte um 1981 verhindert werden.
Das Landesdenkmalamt befand u. a.: „… Drei der hier in ähnlicher Formensprache entstandenen Villen mit den Adressen Bahnhofstraße 10, 14 und 16 sind gut überkommen. An ihrer Erhaltung besteht aus geschichtlichen und städtebaulichen Gründen wegen des orts- und siedlungsgeschichtlichen, gebäudetypischen und straßenbildprägenden Zeugniswerts ein öffentliches Interesse …“
In der Nachbarschaft stehen die Villen Bahnhofstraße Nr. 12 und denkmalgeschützt Nr. 10 und Nr. 16.